# Cooperativa Agrícola La Canetense

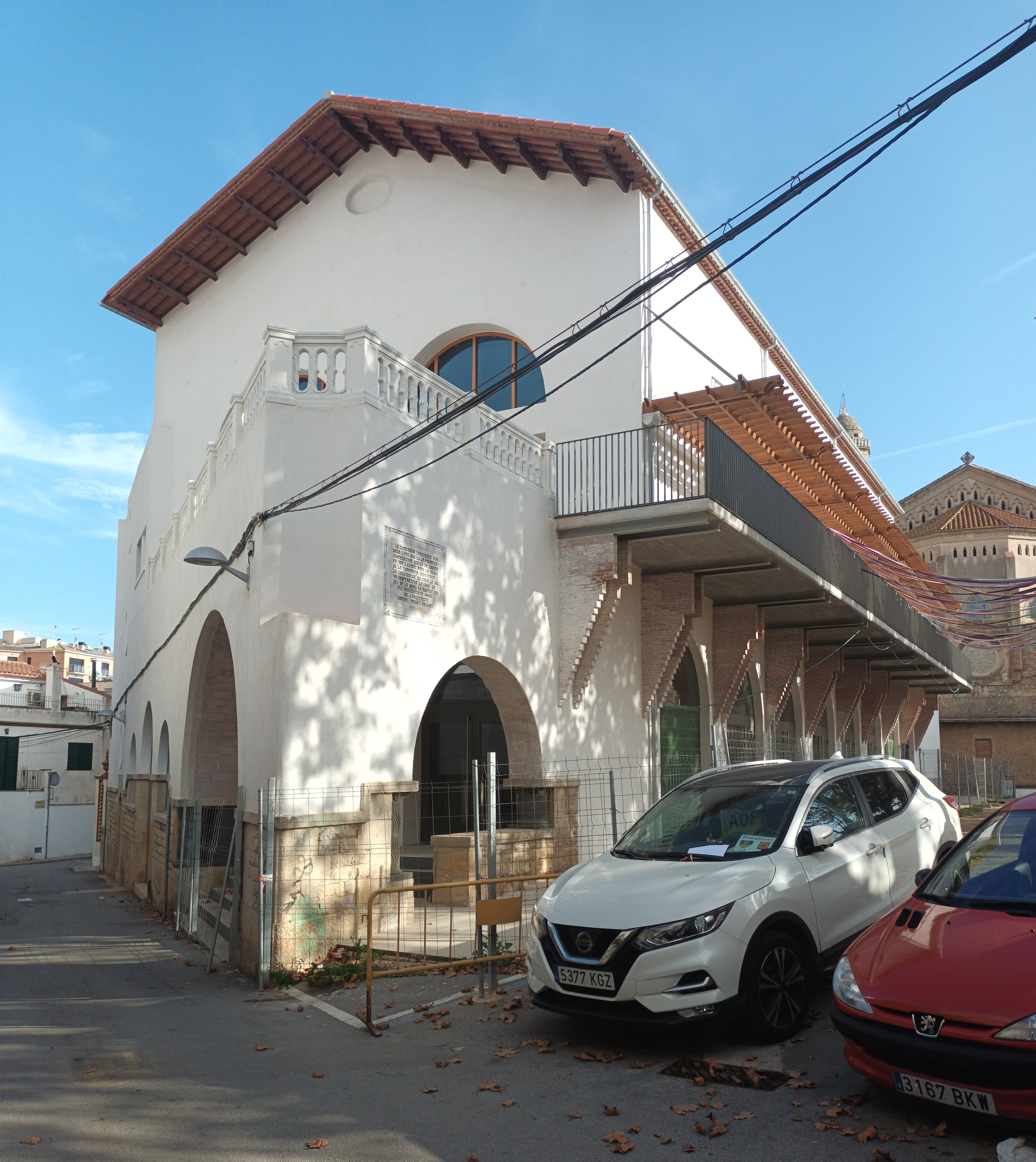
La cooperativa Odèon el 2023, renovada després d'una lluita veïnal per salvar-la de la ruïna.

La Cooperativa Agrícola La Canetense o Cooperativa Odeon és un edifici de Canet de Mar situat al carrer del Gram, núm. 22 construït entre 1920 i 1923 per Rafael Masó. Es tracta d'un edifici amb tres façanes, seu de la cooperativa La Canetense, on a la planta baixa hi ha la botiga i el magatzem. A la planta pis hi ha una sala d'actes i un cafè i en el segon pis i golfes, hi estava projectada la casa del porter a la torre de la cantonada que no s'arribà a realitzar com tampoc es realitzaren els esgrafiats de la façana
Es tracta d'un immoble de planta rectangular amb coberta doble vessant. Aquesta construcció es va fer per una cooperativa agrícola. El projecte però, no és realitzà totalment. A la planta baixa se situen les dependències de la cooperativa i, a la planta pis l'habitatge, la sala d'actes. Té dues entrades. Actualment al pis hi ha un bar i una sala d'actuacions. També hi ha un cinema. L' "Odeon", nom que també rep aquest edifici, és un centre cultural important per a Canet. Actualment és un dels teatres en funcionament de la vila. Per aquest hi ha passat les figures més rellevants del jazz i la cançó. També és el lloc d'assaig dels Comediants. La Generalitat va destinar-hi 129.000 € a la rehabilitació de l'Odeon de Canet (20/03/2003, El Punt).